# 瑞琴派
瑞琴派（IPA：[ʃwèdʑɪ́ɰ̃ nḭkàja̰]），另译瑞景派，是缅甸第二大佛教派别。根据1990年《僧伽组织法》，它是该国九个受法律认可的僧团之一。在遵守戒律方面，瑞琴派比善法派更正统，其领导也更加集中和等级化。